# Sankt Oswald-Riedlhütte
Sankt Oswald-Riedlhütte er en kommune i Landkreis Freyung-Grafenau i Regierungsbezirk Niederbayern i den tyske delstat Bayern.

## Geografi
Sankt Oswald-Riedlhütte ligger i Region Donau-Wald midt i Bayerischer Wald omkring 6 km nord for Grafenau og grænser direkte til Nationalpark Bayerischer Wald og til Tjekkiet. Det 1.380 m høje Plattenhausenriegel i Grenzkamm mellem Rachel og Lusen udgør det højeste punkt i kommunen.

### Nabokommuner
- Spiegelau
- Grafenau
- Neuschönau

### Inddeling
Til
Sankt Oswald-Riedlhütte hører landsbyerne
| - St. Oswald/Draxlschlag - Riedlhütte - Reichenberg - Höhenbrunn | - Guglöd - Siebenellen - Haslach |

## Historie
Sankt Oswald-Riedlhütte hørte til Kloster Sankt Oswald der hørte under Kurfyrstedømmet Bayern.
I 1450 oprettedes den ældste glashytte i Bayerischen Wald, Riedlhütte, og den er stadig i funktion.
På gamle landkort over området set et slot i Reichenberg; Det var et jagtslot der brugtes under bjørnejagt i Bayerischen Wald. Det brændte ned unde trediveårskrigen.
- Wikimedia Commons har flere filer relateret til Sankt Oswald-Riedlhütte